# دراو (مركز)
مركز دراو، مركز إداري مصري. يقع في محافظة أسوان الواقعة في جمهورية مصر العربية. القاعدة الإدارية للمركز هي مدينة دراو.